# Myndus impiger
Myndus impiger är en insektsart som beskrevs av Ball 1902. Myndus impiger ingår i släktet Myndus och familjen kilstritar. Inga underarter finns listade i Catalogue of Life.